# 그레이트 뉴스
《그레이트 뉴스》(영어: Great News)는 2017년부터 2018년까지 방영된 미국의 시트콤이다.